# Santiago National Football Club
Santiago National Football Club foi um clube chileno de futebol com sede na cidade de Santiago, fundado em 1900 e ativo até a década de 1940. Reconhecido como um dos clubes mais antigos e importantes dos primórdios do futebol no Chile, o Santiago National destacou-se por ser um dos primeiros clubes chilenos fundados por jogadores nativos, sem vínculos diretos com a comunidade britânica. O clube teve papel central na organização e difusão do esporte no país durante a primeira metade do século XX.

## História

### Contexto histórico e fundação
O final do século XIX viu o futebol se estabelecer nas cidades costeiras do Chile, como Valparaíso, por influência de imigrantes britânicos e marinheiros estrangeiros. Clubes como Santiago Wanderers e Magallanes foram fundados por essas comunidades e rapidamente popularizaram o esporte entre as elites urbanas.
Nesse contexto, o Santiago National Football Club foi fundado em 1900 por um grupo de jovens chilenos, muitos deles estudantes e trabalhadores da capital, alguns ex-jogadores do extinto Chilean Football Club. A motivação para a fundação do clube foi a busca por uma identidade esportiva verdadeiramente nacional, em contraposição ao domínio britânico no futebol. O nome "National" (mesmo em inglês) refletia o sentimento de pertencimento nacional dos fundadores.

### Primeiros campeonatos e ascensão (1900–1906)
Nos primeiros anos, o Santiago National disputava amistosos e pequenos torneios regionais. O clube teve papel ativo na fundação da Liga de Football de Santiago (LFS), criada em 1903 como entidade organizadora do futebol da capital. Os jogos eram realizados em campos improvisados, como o Campo Sports de Ñuñoa e áreas nos arredores do atual Parque O'Higgins.
O clube rapidamente se destacou entre os seus concorrentes, tanto pelo desempenho técnico quanto pela organização tática, algo ainda raro nos primórdios do futebol chileno. Seu elenco era composto por jogadores nascidos em Santiago e cidades vizinhas, muitos deles ligados ao ambiente universitário.

### Era de ouro (1906–1910)
Entre 1906 e 1910, o Santiago National viveu seu auge esportivo. Foi bicampeão da Liga Metropolitana nos anos de 1906 e 1907, derrotando clubes tradicionais como o Magallanes, o Internacional FC e o Sud América FC. Esses títulos consolidaram sua posição como um dos principais clubes do país naquele momento.
Os times campeões dessa época eram conhecidos por seu estilo técnico e ofensivo, com jogadores como Humberto Silva, Luis Moraga e Esteban Rebolledo sendo figuras destacadas. Esses nomes também figuraram nas seleções regionais e nacionais da época.

### Contribuição à seleção chilena
Devido ao seu protagonismo nos anos iniciais do século XX, o Santiago National forneceu diversos jogadores à Seleção Chilena de Futebol. Alguns de seus atletas estiveram presentes nas primeiras partidas internacionais da seleção, como no Campeonato Sul-Americano de 1916 (primeira edição da Copa América) e nos Jogos Olímpicos de 1928.
Além disso, o clube frequentemente recebia delegações estrangeiras em amistosos, contribuindo para a internacionalização do futebol chileno e o intercâmbio tático com clubes da Argentina, Uruguai e Peru.

### A profissionalização do futebol e o declínio (1930–1940)
A partir da década de 1930, o futebol chileno passou por transformações profundas com o surgimento do profissionalismo. Em 1933, foi criada a primeira liga profissional do país, a Liga Profesional de Fútbol de Santiago, embrião da atual Primera División de Chile.
O Santiago National optou por não aderir ao novo modelo, mantendo-se fiel à tradição amadora. Essa decisão, no entanto, marcou o início de seu declínio. Com menos recursos e perdendo jogadores para clubes profissionais como Colo-Colo, Audax Italiano e Unión Española, o clube passou a disputar apenas torneios locais e regionais, sendo progressivamente afastado da elite esportiva nacional.
Durante a década de 1940, com dificuldades financeiras e queda de associados, o clube foi encerrando gradativamente suas atividades, sendo considerado extinto até o fim daquela década. Não há registros formais de sua dissolução, mas acredita-se que tenha encerrado suas atividades por volta de 1944 ou 1945.

## Estádio
O Santiago National não possuía estádio próprio. Mandava seus jogos em diversos campos da cidade de Santiago, como:
- Cancha del Club Internacional
- Campo de Ñuñoa
- Cancha del Parque Cousiño (atual Parque O’Higgins)
- Campo del Instituto Nacional

## Uniforme e identidade
O uniforme do clube variava com o tempo, mas geralmente era composto por:
- Camisa azul-marinho com detalhes brancos ou vermelhos
- Calções brancos
- Meias azul-escuras

Seu escudo apresentava elementos patrióticos, com as iniciais "SNFC" e a presença de cores da bandeira chilena. Era considerado um símbolo do nacionalismo esportivo da época.

## Títulos

### Títulos nacionais
- Liga de Football de Santiago
  - Campeão: 1906, 1907

### Títulos amistosos e regionais
- Torneios amadores e interclubes em Santiago (sem registros oficiais)
- Campeonatos amistosos internacionais frente a clubes argentinos (décadas de 1900–1910)

## Legado
O Santiago National é reconhecido por historiadores como um dos **clubes mais importantes da era pré-profissional** do futebol chileno. Sua fundação por chilenos nativos e seu protagonismo nos primeiros torneios organizados ajudaram a firmar o futebol como prática social e cultural no país.
Foi um clube símbolo da transição do futebol como passatempo aristocrático para fenômeno popular, abrindo espaço para clubes de bairros, universidades e centros operários nas décadas seguintes.
Embora não tenha sobrevivido ao profissionalismo, sua memória permanece viva entre estudiosos do futebol chileno e é ocasionalmente lembrada em exposições da ANFP, livros e artigos sobre a história esportiva do país.